# قطعنامه ۴۶۰ شورای امنیت
قطعنامه ۴۶۰ شورای امنیت سازمان ملل متحد که در تاریخ ۲۱ دسامبر ۱۹۷۹ تصویب شد، سندی بین‌المللی دربارهٔ رودزیای جنوبی است. این قطعنامه طی نشست ۲٬۱۸۱ام با ۱۳ موافق، ۰ مخالف و ۲ ممتنع تصویب شد.